# Comuna de Purda
Purda (polaco: Gmina Purda) é uma gminy (comuna) na Polónia, na voivodia de Vármia-Masúria e no condado de Olsztyński. A sede do condado é a cidade de Purda.
De acordo com os censos de 2004, a comuna tem 7150 habitantes, com uma densidade 22,5 hab/km².

## Área
Estende-se por uma área de 318,19 km², incluindo:
- área agricola: 32%
- área florestal: 50%

## Demografia
Dados de 30 de Junho 2004:
|                      | Total   | Total | Mulheres | Mulheres | Homens  | Homens |
| -------------------- | ------- | ----- | -------- | -------- | ------- | ------ |
|                      | pessoas | %     | pessoas  | %        | pessoas | %      |
| População            | 7150    | 100   | 3543     | 49,6     | 3607    | 50,4   |
| Densidade (pop./km²) | 22,5    | 100   | 11,1     | 11,1     | 11,3    | 11,3   |

De acordo com dados de 2002, o rendimento médio per capita ascendia a 1399,89 zł.

## Subdivisões
- Bałdzki Piec, Butryny, Chaberkowo, Giławy, Kaborno, Klebark Mały, Klebark Wielki, Klewki, Marcinkowo, Nowa Kaletka, Nowa Wieś, Pajtuny, Patryki, Prejłowo, Przykop, Purda, Purdka, Stary Olsztyn, Szczęsne, Trękus, Trękusek, Zgniłocha.

## Comunas vizinhas
- Barczewo, Dźwierzuty, Jedwabno, Olsztyn, Olsztynek, Pasym, Stawiguda